# Отбрасывание (психология)
Отбрасывание (Verwerfung) — особый психический механизм, лежащий в основе формирования психотической структуры и описанный Зигмундом Фрейдом в клиническом случае Сергея Панкеева. Фрейд говорит о трёх основных механизмах психики, которые формируют субъекта: «отрицание» (Verneinung) лежит в основании невротической структуры, «отбрасывание» (Verwerfung) — психотической и «отказ» (Verleugnung) — перверсивной.
Жак Лакан говорит о Verwerfung в семинаре «Фрейдовская структура психозов» (1955 / 1956) как об отбрасывании субъектом возможности символического восполнения факта кастрации. «То, что не было принято в символическом — возвращается в реальном», говорит он в лекции от 16 декабря 1955 г.
В качестве перевода этого понятия на французский язык Лакан предлагает юридический термин «форклюзия» (forclusion), который обозначает утрату права на имущество за истечением срока давности. Поскольку ему было важно подчеркнуть не только топическое, но и хронологическое измерение этого механизма.